# Strada Covaci
El carrer Covaci es troba al centre de Bucarest, al sector 3. El nom del carrer prové del terme hongarès kovács (covaci), que significa "ferrer" i mostra la professió que abans treballaven artesans d'aquest carrer.

## Història
Durant el regnat de Constantin Brâncoveanu, entre els actuals carrers Covaci i Șepcari, prop de la Cort Reial, el governant havia construït un bell jardí, ordenat per paisatgistes d'Itàlia. En aquest jardí hi havia un quiosc ombrívol, on el governant menjava i descansava els calorosos dies d'estiu.
El carrer Covaci es va dissenyar i modernitzar a principis del segle xix. En aquella època es deia carrer Nou. Durant el període en què el Vell Centre era un barri de comerciants i el centre comercial de la capital, molts carrers porten el nom dels gremis que hi vivien. Així, el carrer Covaci també rep el nom del gremi de ferrers que vivia en gran quantitat en aquest carrer. El carrer es va començar a conèixer amb aquest nom el 1852.
El que comença a parlar del misteri del carrer Covaci és l'escriptor Mateiu Caragiale, al seu llibre Craii de Curtea-Veche, l'acció del qual comença el 1910. Craii de Curtea Veche, Povestitorul, Pașadia, Pantazi i Gore Pirgu, són els quatre amics que passen cada dia als pubs de Bucarest. Es troben un vespre de tardor a un pub del carrer Covaci, al centre antic de la capital. A la sortida del pub de Covaci, els quatre també reben els noms amb què han quedat a la història, com a lladres de l'Antiga Cort. Pena Corcodușa, una vella borratxa i boja, fa un circ al carrer, reunint al seu voltant un munt de curiosos que s'ho passaven bé. En veure els quatre amics, van obtenir el sobrenom de "lladres de la vella cort".
Als anys trenta i quaranta, el carrer Covaci va rebre el nom de carrer Oituz, en record de les lluites de la guerra de reunificació

## Descripció
El carrer Covaci està orientat d'oest a est i té una longitud de 210 metres entre els carrers Șelari i Sfântul Anton. A uns 60 metres de la intersecció amb el carrer Șelari, al costat dret hi ha l'Strada Soarelui, que arriba darrere de l'Antiga Cort, i després de 60 metres més, a la banda esquerra, hi ha la intersecció amb el Pasajul Francez. Després de 60 metres més, el carrer Covaci es creua amb el carrer Șepcari i continua 30 metres més, fins a la intersecció amb el carrer Sfântul Anton. El carrer es va rehabilitar dins del projecte pilot de restauració de la zona històrica al centre de la capital iniciat per l'Ajuntament de Bucarest.

## Monuments i edificis històrics
La majoria dels edificis del carrer Covaci es van erigir a finals del segle xix. El conjunt arquitectònic "Strada Covaci" està inscrit a la llista de monuments històrics 2010 - Bucarest - al núm. crt. 775, codi LMI B-II-aB-18509. La llista de monuments històrics també inclou l'antic cafè del número 16 (codi LMI B-II-mB-18510).

## Galeria de fotos

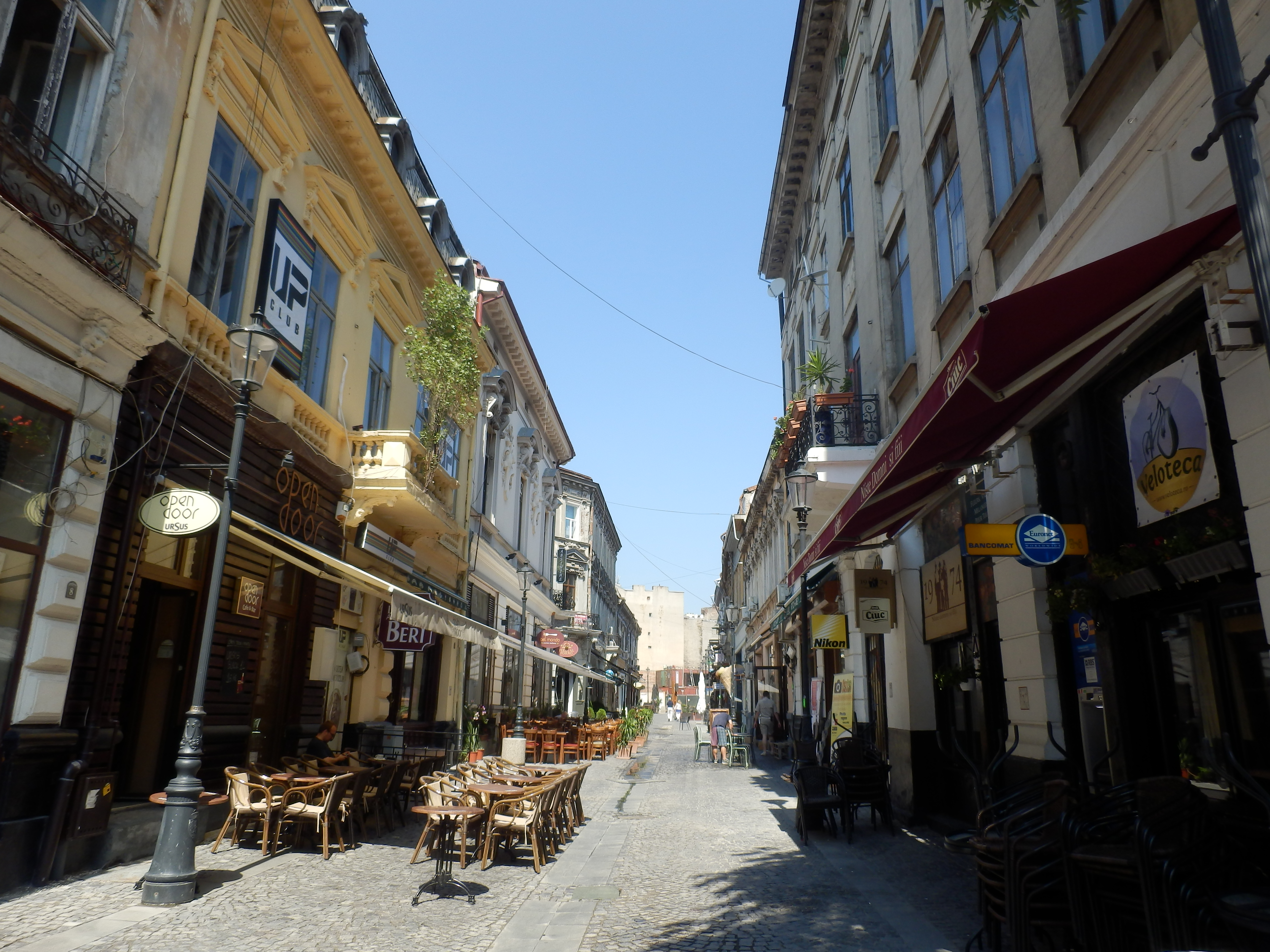
Carrer Covaci el 2013, vista des del carrer Şelari
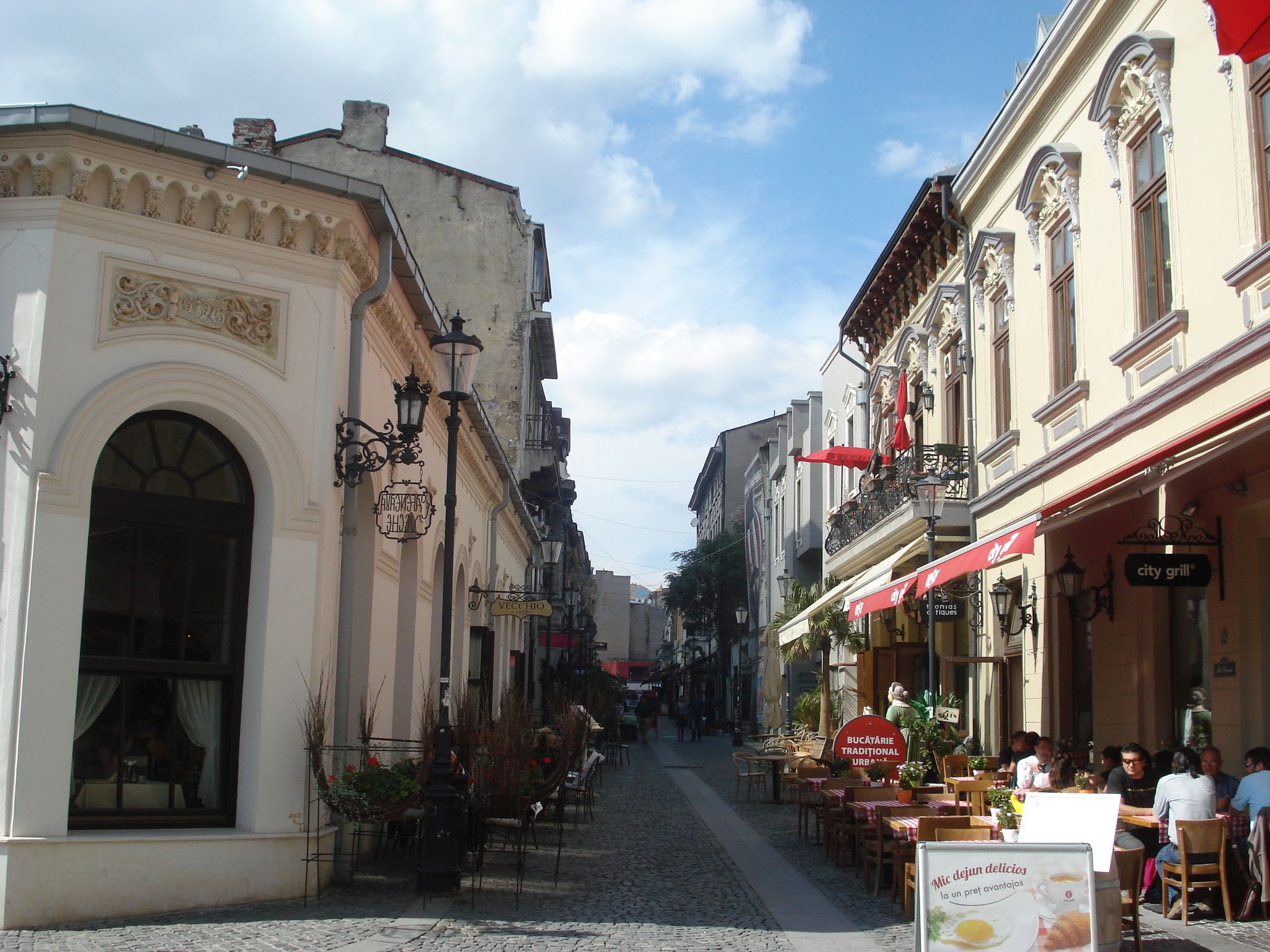
Carrer Covaci el 2014, vista des del carrer Şepcari
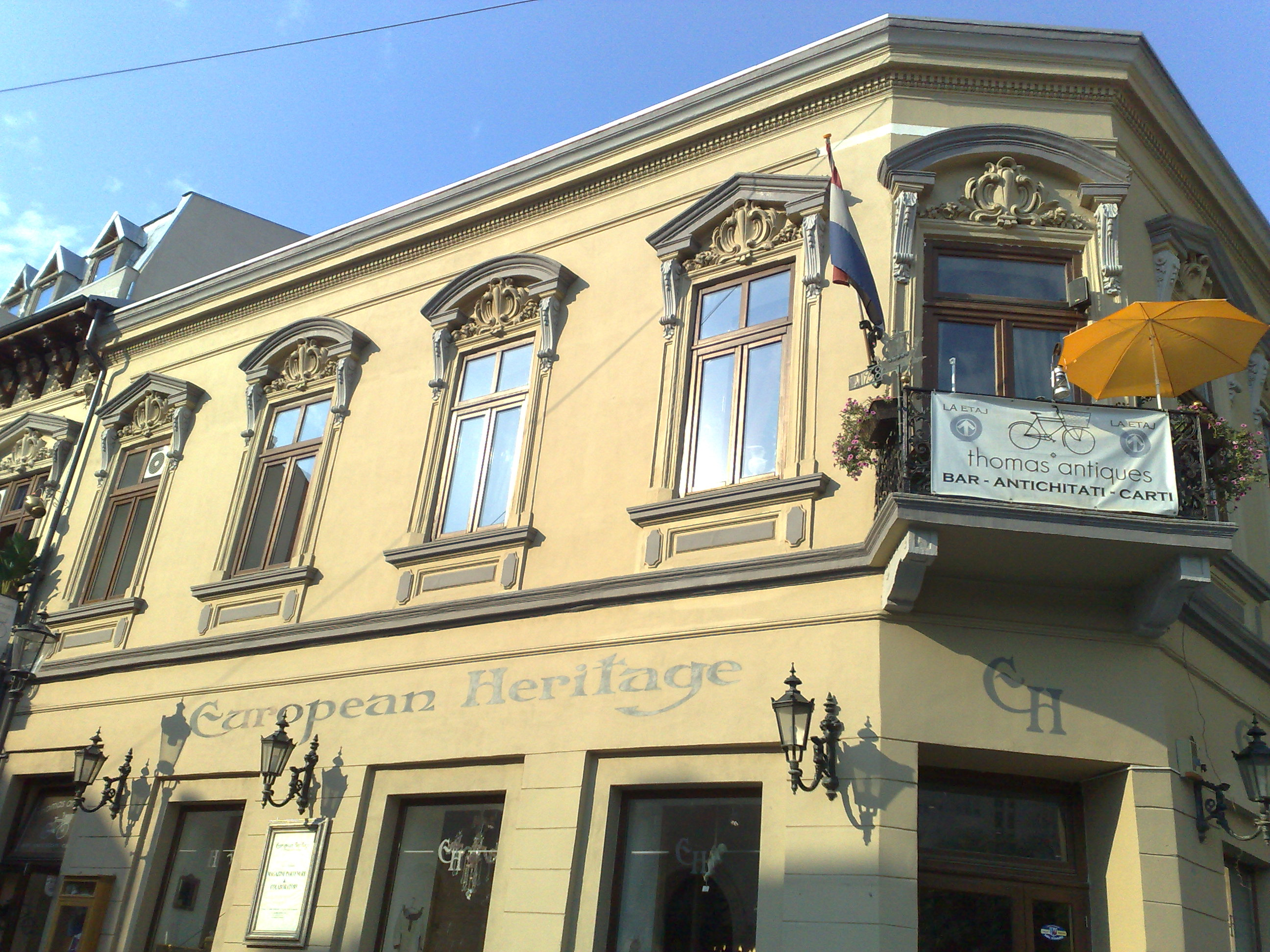
Patrimoni Europeu, carrer Covaci
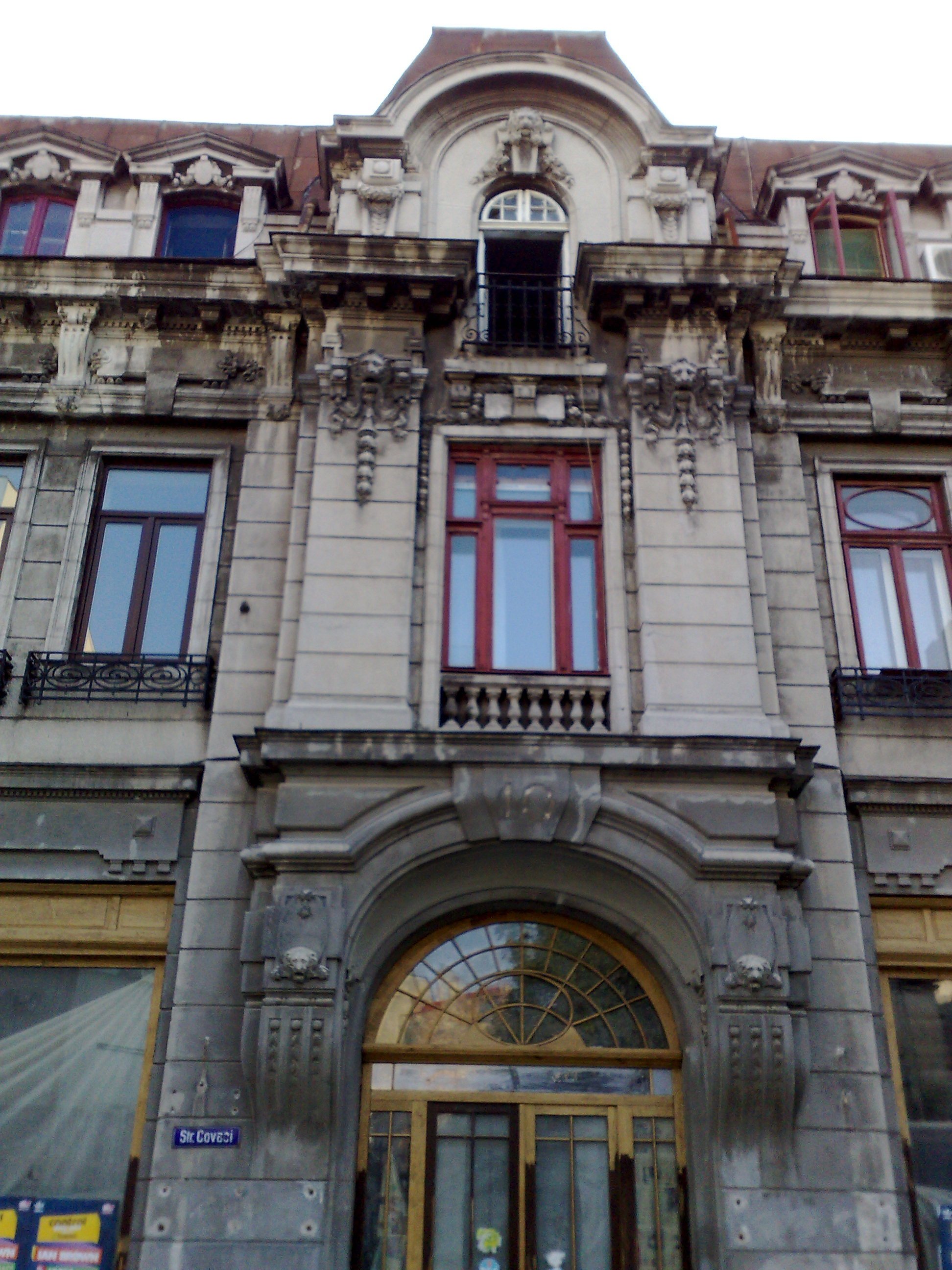
Edifici al carrer Covaci
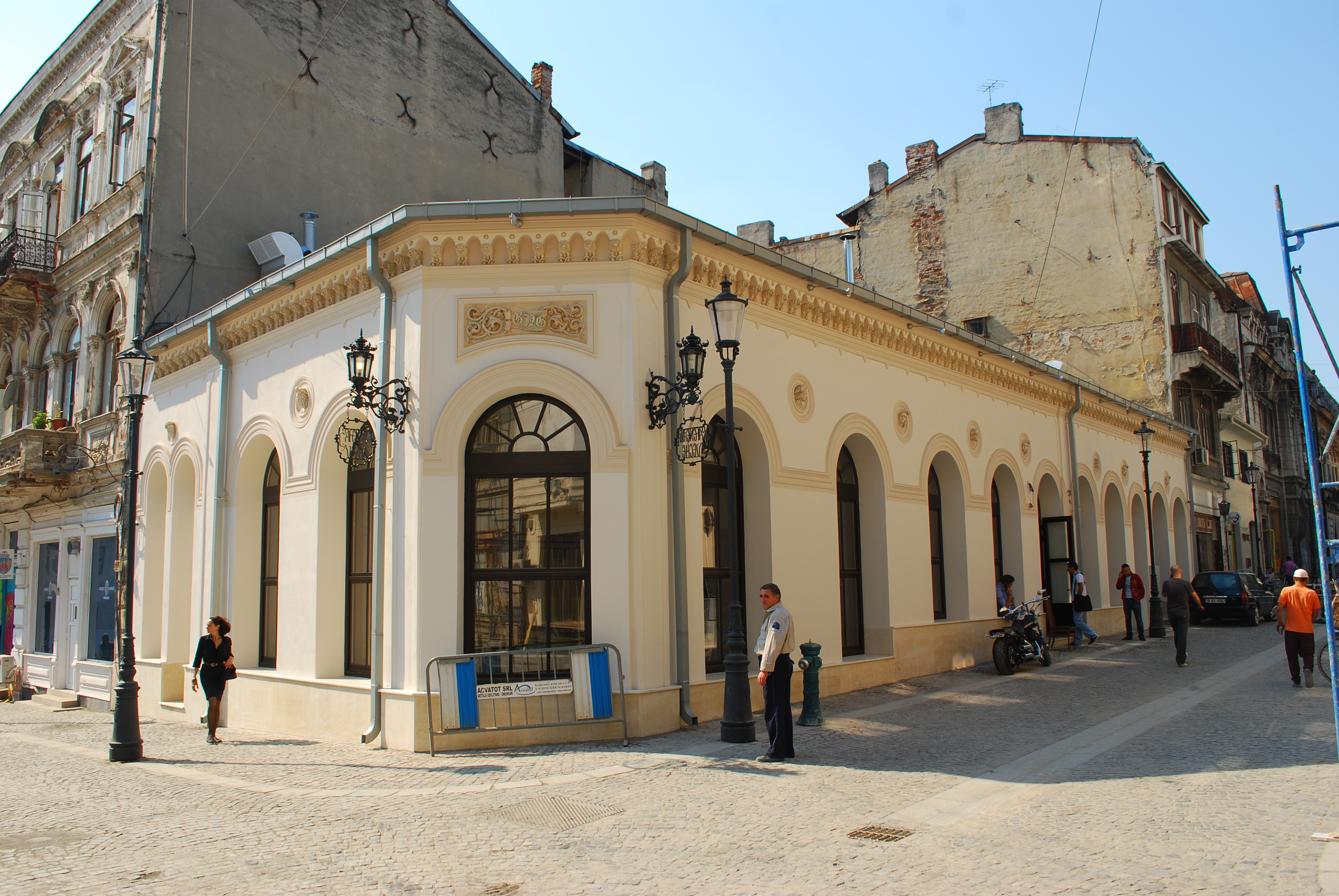
Carrer Covaci núm. 16 - Cafeneaua Veche, monument històric